# 磁性体
磁性体（じせいたい）とは、一般には磁性を帯びることが可能な物質であり、専門的には反磁性体・常磁性体・強磁性体の3つに分けられる(注：近年はこれ以外にも交代磁性体という新たな磁性体の分類が加わり注目されている)。このため、すべての物質が磁性体であるといえるが、通常は強磁性体のみを磁性体と呼ぶ。比較的簡単に磁極が消えたり反転したりしてしまう磁性体は軟質磁性体と呼ばれ、そうでない磁性体は硬質磁性体と呼ばれる。
代表的な磁性体に酸化鉄・酸化クロム・コバルト・フェライト・非酸化金属磁性体（オキサイド）などがある。
固体状態のものは磁石として、電動機の界磁として使用される。
硬質材料の円盤上に磁性粉を塗布あるいは蒸着したものがハードディスクドライブ（のプラッタ）に用いられる。柔軟な合成ゴムにまぜて板状にするとマグネットシートになり、液体にコロイド分散させると磁性流体となる。医療分野では強力な磁力を使ったMRIやごく微弱な磁力を利用するSQUIDの形で実用化されている。新しい情報記憶素子のMRAMなどを含むスピントロニクスと呼ばれる科学研究分野が注目されている。

## 磁性体材料の評価
磁性材料の評価は、磁場を正負の磁場に掃引させることに得られるヒステリシスカーブによる解析が主だが、測定結果は、測定対象物の磁気モーメントの平均値となるので、対象物中の磁気相互作用や保磁力の分布に対する情報は得ることができない。近年では、ナノスケールの磁性材料やナノコンポジット磁石などの研究も盛んになっており、磁気特性を評価するためには、平均化された特性だけでなく、材料中の構成物質間の相互作用などについての評価も重要になってきている。

### 保磁力
磁化された磁性体を磁化されていない状態に戻すために必要な反対向きの外部磁場の強度。

### 飽和磁化
飽和磁化は材料固有の磁気物性値で強磁性物質を磁界中に置いて磁界を増加させていくとある磁界以上で磁化が一定となる。この磁化を飽和磁化という。温度の上昇とともに、飽和磁化は減少する。

### 最大エネルギー積
磁石が持つエネルギーの大きさは、B-H減磁曲線上の磁束密度Bと磁場Hの積に比例する。このBxHの最大値を最大エネルギー積(BH)maxと呼び、kJ/m3(MGOe)で表す。

### パーミアンス係数
あらゆる形の磁石には磁化と磁化の大きさに比例する反対方向の磁場（反磁場）Hdが必ず発生する。
この反磁場Hdは下記のように表される。
Hd = -NJ （N ： 反磁場係数）
このときＮは反磁場係数と呼ばれ、磁石（磁性体）の形状によって決まる数値で、反磁場係数Nの代わりに、次式で定義されるパーミアンス係数Pcを使って磁場解析をすることが多い。
Pc = -Bd/Hd
一般的には磁化方向と垂直な断面積が大きいほど、また磁化方向の厚みが薄いほど反磁場Nは大きくなり、逆にパーミアンス係数Pcは小さくなる。
パーミアンス係数Pcと反磁場係数Nの間には、次のような関係が成立つ
。
Pc = （1-N）/N

### 結晶磁気異方性定数
結晶磁気異方性定数は材料固有の磁気物性値で、磁石特性のひとつである保磁力と関連しており、この定数が大きければ大きいほど保磁力を大きくすることが可能で磁化しやすい結晶軸方向に磁化させるエネルギーと磁化しにくい結晶軸方向に磁化させるエネルギーの差を表す。 

### 熱減磁、低温減磁
着磁済みの磁石は周囲の温度が変化すると、熱エネルギーの関係で磁気特性が変化する。
元の温度に戻ると磁気特性も同じ値に戻る可逆温度変化と温度が戻っても磁気特性が戻らない不可逆温度変化がある。
温度が起因する着磁後の減磁は一般的には不可逆温度変化によるもので、これには初期減磁に起因するものと経時変化に起因するものがある。
可逆温度変化（可逆減磁）、不可逆温度変化（不可逆減磁）については、特にHcjの温度係数に注意する必要があり、磁石形状によるパーミアンス係数も重要な要素になる。

## 電気機器用磁性材料
- 圧粉心
  - 純鉄・パーマロイ・センダスト合金などの磁性材料を粉砕した後、圧縮形成したもので、粉体間の電気抵抗が大きく、うず電流損が小さい。

- アモルファス合金
  - 変圧器の鉄心圧延したものである。
  - 大型回転機に使用される。

- 小型電動機用磁性鋼帯
  - 鉄損が大きい。
  - 小型回転機に使用される。

- 磁極用鋼帯
  - 機械的強度が大きい。
  - 回転機の回転子に使用される。

- 磁気記録用磁性材料
  - 酸化鉄(III)（ヘマタイト）
  - クロム酸化鉄（フェリクロム、FeCr）
  - コバルト酸化鉄
  - メタル磁性体
  - バリウムフェライト（BaFe）磁性体